# Hans Kahrmann
Hans Kahrmann (* 18. Februar 1908 in Fulda; † 26. März 1973 ebenda) war ein deutscher Motorradrennfahrer.

## Karriere
Kahrmann bestritt bereits im Alter von 17 Jahren Rennen und nahm an der ersten Austragung von Rund um Schotten teil. Bereits 1926 gewann er in der Seitenwagen-Klasse das Rennen zum ersten Mal. Anfang der 1930er-Jahre war er auf seiner Hercules stetiger Starter bei den Meisterschaftsläufen.
1931 und 1932 wurde Hans Kahrmann auf Hercules Deutscher Meister in der 250-cm³-Klasse. 1931 wurde der Titel dabei doppelt vergeben. Neben dem Fuldaer kam auch der DKW-Werksfahrer Arthur Geiss zu Meisterehren.
Im Jahr 1934 wurde Kahrmann auf einer 600-cm³-Imperia zusammen mit Hans Witzel Deutscher Bergmeister. Ab derselben Saison ging er als Werksfahrer für die DKW-Werke an den Start. Zum Saisonauftakt in der Hannoveraner Eilenriede belegte Kahrmann hinter seinem Teamkollegen Walfried Winkler aus Chemnitz den zweiten Rang im Viertelliterlauf. Sechs Wochen später beim Eifelrennen auf dem Nürburgring gelang ihm auf der 250er der erste Solosieg für die Zschopauer.
Ab 1935 startete Hans Kahrmann beinahe ausschließlich in der Seitenwagen-Klasse. Er fuhr zumeist auf dem größeren 1000-cm³-Gespann und fuhr zusammen mit den Beifahrern Franz Höller bzw. Heinrich Eder zahlreiche Siege ein. 1936 und 1937 gewann das Duo die Deutsche Straßenmeisterschaft in der 1000er-Gespann-Klasse. Bei der Motorrad-Europameisterschaft 1937, die am 3. und 4. Juli 1937 in Bremgarten bei Bern (Schweiz) im Rahmen des XIII. Großen Preises der Schweiz auf der 7,28 Kilometer langen Bremgarten-Rundstrecke ausgetragen wurde, belegten Kahrmann / Eder hinter ihren Markengefährten Hans Schumann / Julius Beer Rang zwei und wurden damit Vize-Europameister.
Die vermehrten schweren Seitenwagenunfälle der Jahre 1936 und 1937 – es verunglückten beispielsweise Kahrmanns DKW-Teamkollegen Karl Braun und Toni Babl sowie Albert Schneider, Hans Schneider und Josef Lohner tödlich – veranlassten das Nationalsozialistische Kraftfahrkorps als oberste Motorsportbehörde Deutschlands, für 1938 alle Gespannrennen zu verbieten. Hans Kahrmann beendete daraufhin seine aktive Laufbahn.
Er starb 1973 im Alter von 65 Jahren in seiner Heimatstadt Fulda.

## Statistik

### Erfolge
- 1931 – Deutscher 250-cm³-Meister auf Hercules-J.A.P. (ex aequo mit Arthur Geiss (DKW))
- 1932 – Deutscher 250-cm³-Meister auf Hercules-J.A.P.
- 1936 – Deutscher 1000-cm³-Gespann-Meister auf DKW mit Beifahrer Heinrich Eder
- 1937 – Deutscher 1000-cm³-Gespann-Meister auf DKW mit Beifahrer Heinrich Eder
- 1937 – 1000-cm³-Gespann-Vize-Europameister auf DKW mit Beifahrer Heinrich Eder

### Rennsiege

#### Solo
| Jahr | Klasse  | Maschine        | Rennen           | Strecke                  |
| ---- | ------- | --------------- | ---------------- | ------------------------ |
| 1931 | 250 cm³ | Hercules-J.A.P. | Eilenriederennen | Eilenriede               |
| 1931 | 250 cm³ | Hercules-J.A.P. | Rund um Schotten | Schottenring             |
| 1931 | 250 cm³ | Hercules-J.A.P. | Bäderrennen      | Misdroy (Ostseering)     |
| 1931 | 250 cm³ | Hercules-J.A.P. | AVUS-Rennen      | AVUS                     |
| 1932 | 250 cm³ | Hercules-J.A.P. | Eilenriederennen | Eilenriede               |
| 1934 | 250 cm³ | DKW             | Eifelrennen      | Nürburgring-Nordschleife |
| 1935 | 250 cm³ | DKW             | Schwedische TT   | Avesta                   |

#### Im Gespann
| Jahr | Klasse              | Maschine  | Beifahrer     | Rennen                          | Strecke                  |
| ---- | ------------------- | --------- | ------------- | ------------------------------- | ------------------------ |
| 1926 | Gespanne            | unbekannt | unbekannt     | Rund um Schotten                | Schottenring             |
| 1927 | Gespanne (600 cm³)  | T.A.S.    | unbekannt     | Rund um Schotten                | Schottenring             |
| 1930 | Gespanne (600 cm³)  | Horex     | unbekannt     | Rund um Schotten                | Schottenring             |
| 1930 | Gespanne (600 cm³)  | Raleigh   | unbekannt     | AVUS-Rennen                     | AVUS                     |
| 1931 | Gespanne (600 cm³)  | unbekannt | unbekannt     | Rund um Schotten                | Schottenring             |
| 1932 | Gespanne (600 cm³)  | unbekannt | unbekannt     | Rund um Schotten                | Schottenring             |
| 1933 | Gespanne (600 cm³)  | Hercules  | unbekannt     | Hockenheimer Motorradrennen     | Hockenheimer Dreieck     |
| 1935 | Gespanne (600 cm³)  | DKW       | Franz Höller  | Internationales Solitude-Rennen | Solitude                 |
| 1935 | Gespanne (600 cm³)  | DKW       | Franz Höller  | Hockenheimer Motorradrennen     | Hockenheimer Dreieck     |
| 1936 | Gespanne (1000 cm³) | DKW       | Heinrich Eder | Eifelrennen                     | Nürburgring-Nordschleife |
| 1936 | Gespanne (1000 cm³) | DKW       | Heinrich Eder | Rund um Schotten                | Schottenring             |
| 1936 | Gespanne (1000 cm³) | DKW       | Heinrich Eder | Hockenheimer Motorradrennen     | Hockenheimer Dreieck     |
| 1937 | Gespanne (1000 cm³) | DKW       | Heinrich Eder | Großer Preis von Ungarn         | unbekannt                |
| 1937 | Gespanne (1000 cm³) | DKW       | Heinrich Eder | Eifelrennen                     | Nürburgring-Nordschleife |
| 1937 | Gespanne (1000 cm³) | DKW       | Heinrich Eder | Hockenheimer Motorradrennen     | Hockenheimer Dreieck     |
| 1937 | Gespanne (1000 cm³) | DKW       | Heinrich Eder | Marienberger Dreieckrennen      | Marienberger Dreieck     |

## Verweise